# Constanze Manziarly
Constanze Manziarly (Innsbruck, 14 aprile 1920 – scomparsa a Berlino il 2 maggio 1945) è stata una cuoca tedesca e dietologa di Adolf Hitler dal 1943 agli ultimi giorni nel Führerbunker, nel 1945.

## Biografia
Iniziò a lavorare per Hitler a partire dai suoi soggiorni al Berghof del 1943, continuando fino ai suoi ultimi giorni nel bunker di Berlino nel 1945. Le venne chiesto, per la sua incolumità, di lasciare il bunker da Hitler in persona il 22 aprile 1945, come accadde a Traudl Junge e Gerda Christian, e, come loro, rifiutò. La donna lasciò il bunker il 1º maggio con il gruppo guidato dal Brigadeführer delle SS Wilhelm Mohnke, che con difficoltà riuscì a ricongiungersi con un gruppo di soldati tedeschi sulla Prinzenallee, di cui facevano parte il dottor Ernst-Günther Schenck e le segretarie di Bormann Else Krüger, e di Hitler Traudl Junge e Gerda Christian.
Anche se alcune voci sostengono che il 2 maggio abbia preso una capsula di cianuro per uccidersi, la Junge ha testimoniato che la Manziarly era partita con il suo gruppo il giorno prima, "vestendosi come un soldato". Nel 1989, la Junge ha ricordato che l'ultima volta che Costanze Manziarly fu vista fu quando il loro gruppo di quattro donne incaricate di consegnare un rapporto a Karl Dönitz si divise e la Manziarly cercò di confondersi in un gruppo di civili. Nella sua autobiografia del 2002 Bis zur letzten Stunde: Hitlers Sekretärin erzählt ihr Leben, la Junge accenna al fatto di aver visto la Manziarly, che rappresentava "il modello ideale di femminilità russa, formosa e con le guance piene", mentre veniva condotta in un tunnel della U-Bahn da due soldati sovietici e che aveva rassicurato il gruppo dicendo "vogliono solo controllare i miei documenti". Nessuno la vide mai più.

## Constanze Manziarly sullo schermo
Constanze Manziarly è stata interpretata dalle seguenti attrici in produzioni cinematografiche e televisive:
- Phyllida Law nel film inglese Gli ultimi 10 giorni di Hitler (1973)
- Carole Boyd nello sceneggiato televisivo inglese The Death of Adolf Hitler (1973)
- Bettina Redlich nel film tedesco La caduta - Gli ultimi giorni di Hitler (2004)